# 퉁샤오진

퉁샤오 진의 위치

퉁샤오진(한국어: 통소진, 중국어: 通霄鎮, 병음: Tōngxiāo Zhèn)은 중화민국 먀오리 현의 진이다. 넓이는 107.8486km2이고, 인구는 2015년 8월 기준으로 36,386명이다.

## 지리
퉁샤오 진은 먀오리 현의 남서부에 위치하고 북쪽은 허우룽 진, 남쪽은 위안리 진, 동쪽은 시후 향, 퉁뤄 향, 싼이 향이다.

## 교통
- 타이완 철로관리국 해안선
- 국도 3호선